# Halopteris plagiocampa
Halopteris plagiocampa is een hydroïdpoliep uit de familie Halopterididae. De poliep komt uit het geslacht Halopteris. Halopteris plagiocampa werd in 1893 voor het eerst wetenschappelijk beschreven door Pictet. 